# Marzales

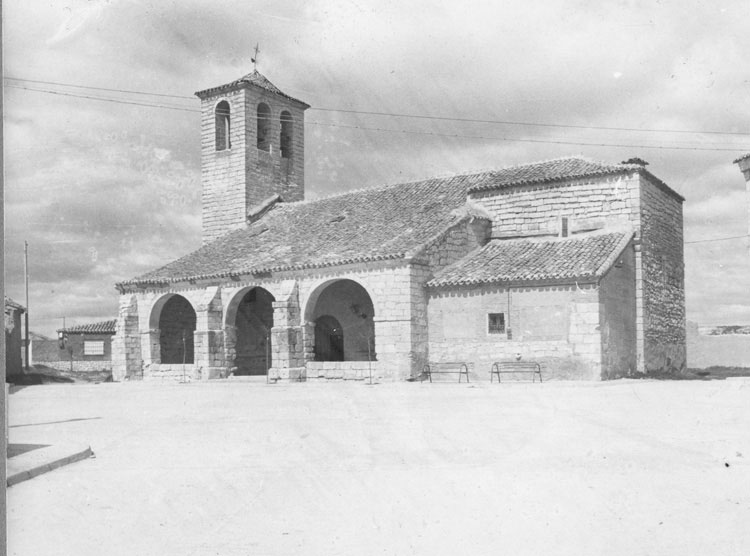
la iglesia, primera mitad del.

Marzales es un municipio de España, en la provincia de Valladolid, comunidad autónoma de Castilla y León. Tiene una superficie de 12,69 km² con una población de 59 habitantes y una densidad de 4,65 hab/km².

## Historia

### sigloXIX
Así se describe a Marzales en la página 274 del tomo XI del Diccionario geográfico-estadístico-histórico de España y sus posesiones de Ultramar, obra impulsada por Pascual Madoz a mediados del siglo XIX:

MARZALES

Villa con ayuntamiento en la provincia, audiencia territorial, capitanía general y diócesis de Valladolid (7 leguas), partido judicial de la Mota del Marqués (1).
Situada a la margen derecha del río Hornija, en terreno llano, al terminar el valle de Torrelobatón, con cielo alegre y despejada atmósfera, goza de clima sano.
Tiene 70 casas; la consistorial, escuela de instrucción primaria, un pozo de buenas aguas que provee al vecindario para beber y demás usos domésticos; una iglesia parroquial (San Gregorio), servida por un cura y un beneficiado, de nombramiento del diocesano, que debe recaer en hijos del pueblo.
El término confina con los de Vega de Valdetronco, Villalar, Pedrosa del Rey y La Mota.
El terreno hacia el O es arenisco y flojo, y en las demás direcciones, fuerte y de buena calidad; le fertiliza en parte el mencionado río Hornija.
Caminos: los de herradura que dirigen a los pueblos limítrofes, y la carretera de Madrid a la Coruña.
Correo: se recibe y despacha en la cabeza del partido por un propio.
Producciones: trigo, cebada, avena y toda clase de legumbres, de superior calidad.
Industria: la agrícola, la arriería y algunos de los oficios y artes mecánicas más indispensables.
Comercio: exportación del sobrante de frutos, principalmente de legumbres, e importación de los artículos de consumo que faltan.
Población: 62 vecinos, 253 almas.

Capital productivo: 1.141.000 reales. Imponible: 114.100. Contribución: 9.258.

## Geografía humana

### Demografía
Cuenta con una población de 41 habitantes (INE 2024).
| Gráfica de evolución demográfica de Marzales entre 1842 y 2021                                                        |
| |
| Población de derecho según los censos de población del INE. Población de hecho según los censos de población del INE. |

| 91                         | 77 | 62 | 64 | 53 | 45 |
| (Fuente: [cita requerida]) |    |    |    |    |    |